# Lineazione
La lineazione è una struttura o fabric anisotropica delle rocce metamorfiche generata dall'allineamento lungo una particolare direzione, solitamente perpendicolare a quella di massimo stress della roccia, di elementi lineari di vario genere. La lineazione è visibile su più superfici della stessa roccia. Può essere associata o meno alla foliazione. 

## Elementi che generano lineazioni
Molti e molto diversi sono gli elementi che generano lineazioni in una roccia. I principali sono i seguenti:

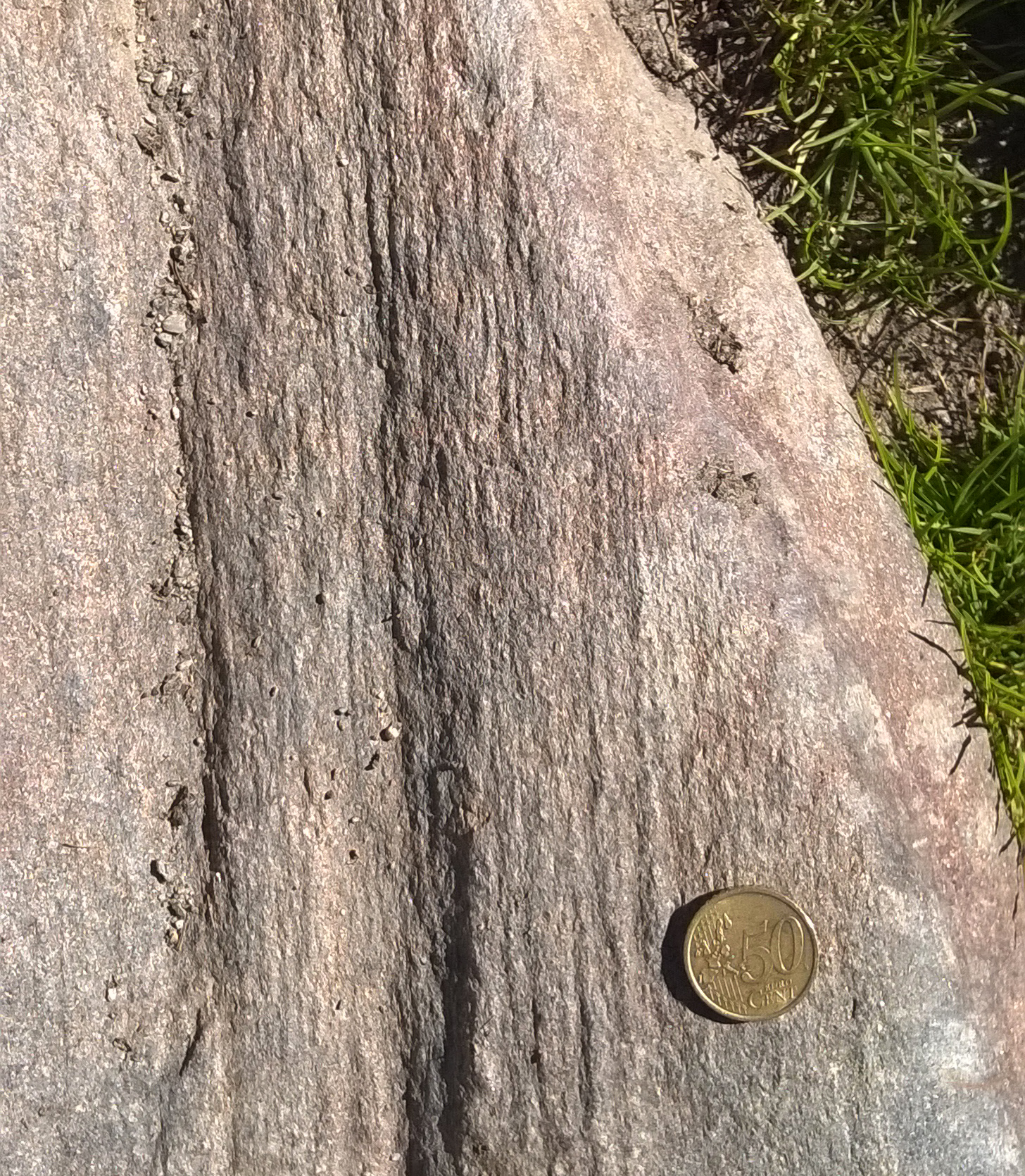
Lineazioni di stiramento su una superficie di foliazione

- Presenza di minerali in cristalli prismatici allungati, colonnari o aciculari: principalmente anfiboli, cianite e sillimanite. Quando questi sono particolarmente numerosi generano una particolare tessitura detta nematoblastica;
- Lineazioni di stiramento: In molte rocce metamorfiche, soprattutto gli scisti, le superfici della foliazione sono striate per la presenza di aggregati allungati di minerali contrastanti. Questi aggregati sottili, a forma di lama, si vedono comunemente in rilievo sulla superficie esposta di una foliazione. Il caso più comune è quello di aggregati di mica in una roccia ricca di quarzo ma altri minerali contrastanti le possono generare. Queste strutture derivano dallo stiramento durante il flusso penetrativo duttile che colpisce l'intera massa rocciosa;
- ciottoli di quarzo allungati per deformazione in un metaconglomerato;
- ooliti deformate in un calcare;
- Boudins: sono segmenti di uno strato in origine continuo di una roccia dura e fragile, separati e allontanati l'un l'altro durante un flusso distensivo tra rocce circostanti più duttili. In una sezione trasversale ricordano vagamente nella forma una fila di salsicce legate assieme (boudins in francese significa salsicce);
- Intersezione di due foliazioni oblique (o di una foliazione non parallela all'originaria stratificazione sedimentaria): se la roccia metamorfica è a grana molto fine e sottoposta a forte stress compressivo, la stessa può disaggregarsi in "matite" (cilindri irregolari) di roccia per effetto dell'alterazione meteorica;
- Crenulation cleavage e allineamento di cerniere di micropieghe: la prima è una struttura visibile in rocce ricche di fillosilicati a basso grado metamorfico (argilloscisti e filladi) quando il normale clivaggio viene sottoposto ad una compressione obliqua ai piani di clivaggio. Se la compressione è perpendicolare si generano delle micropieghe simmetriche le cui cerniere sono parallele tra loro, generando quindi una lineazione.

## Proprietà delle lineazioni
Come per le foliazioni, un'importante caratteristica delle lineazioni è che hanno proprietà "penetrative", cioè l'aspetto direzionale è ripetuto attraverso tutta la roccia e può essere ritrovato in ogni parte di essa. Quindi si deve vedere su una qualunque, diversamente orientata, delle possibili superfici di frattura della roccia, purché non perpendicolare o quasi agli allineamenti. Strutture lineari che appaiono su una particolare superficie di una roccia ma non si ritrovano al suo interno non sono lineazioni metamorfiche. Un esempio di queste sono le strie dovute all'attrito per scorrimento visibili sul piano di una faglia. 
In una roccia può essere presente più di un tipo di lineazione con più di una orientazione. Le lineazioni possono diventare curve o distorte quando la roccia si piega. Le linee a cui esse sono parallele sono dette linee L (L1, L2 ecc. se più di una, con il numero più basso per quella cronologicamente più vecchia).